# Dragan Kićanović
Dragan Kićanović (in serbo Драган Кићановић?; Čačak, 17 agosto 1953) è un ex cestista jugoslavo, ora diplomatico serbo.

## Carriera sportiva

Kićanović marcato da Roberto Brunamonti nel 1982.

### Club
Cresce in Jugoslavia, militando inizialmente nella squadra della sua città natale. Poi veste la canotta del Partizan Belgrado, con cui trascorre gran parte della sua carriera. Durante questo periodo con la sua squadra vince due scudetti slavi a livello nazionale e due coppe Korać a livello europeo.
Arriva in Italia alla Scavolini Pesaro nel 1981 rimanendovi per un biennio, chiudendo entrambe le stagioni a oltre 23 punti di media rispettivamente con oltre il 61% e il 59% al tiro. Con lui in squadra i pesaresi raggiungono per la prima volta una finale scudetto (nel 1982) e conquistano la Coppa delle Coppe (nel 1983).
Terminata l'esperienza italiana, anche a causa delle polemiche legate alla rissa scoppiata nel corso della partita con l'Italia ai campionati europei in Francia, approda al Racing Parigi.

### Nazionale
Con la nazionale jugoslava Kićanović ha vinto medaglie d'oro alle Olimpiadi (Mosca 1980), ai campionati mondiali (Filippine 1978), e ai campionati europei (Spagna 1973, Jugoslavia 1975, Belgio 1977). Il palmarès è anche arricchito da un argento olimpico, un argento e un bronzo mondiale, e un argento e un bronzo europeo.

## Carriera diplomatica
Il 19 settembre 2013 è stato nominato Console generale di Serbia a Trieste.

## Palmarès
- YUBA liga: 3

Partizan Belgrado: 1975-76, 1978-79, 1980-81
- Coppa di Jugoslavia: 1

Partizan Belgrado: 1979
- Coppa Korać: 2

Partizan Belgrado: 1977-78, 1978-79
- Coppa delle Coppe: 1

V.L. Pesaro: 1982-83
- MVP dei mondiali: 1

1974
- FIBA World Cup All-Tournament Teams: 2

1978, 1982